# دي سكوت إيفانز
دي سكوت إيفانز (بالإنجليزية: De Scott Evans)‏ هو رسام أمريكي، ولد في 28 مارس 1847 في بوسطن في الولايات المتحدة، وتوفي في 4 يوليو 1898 في Cape Sable Island ‏ في كندا.

## معرض صور

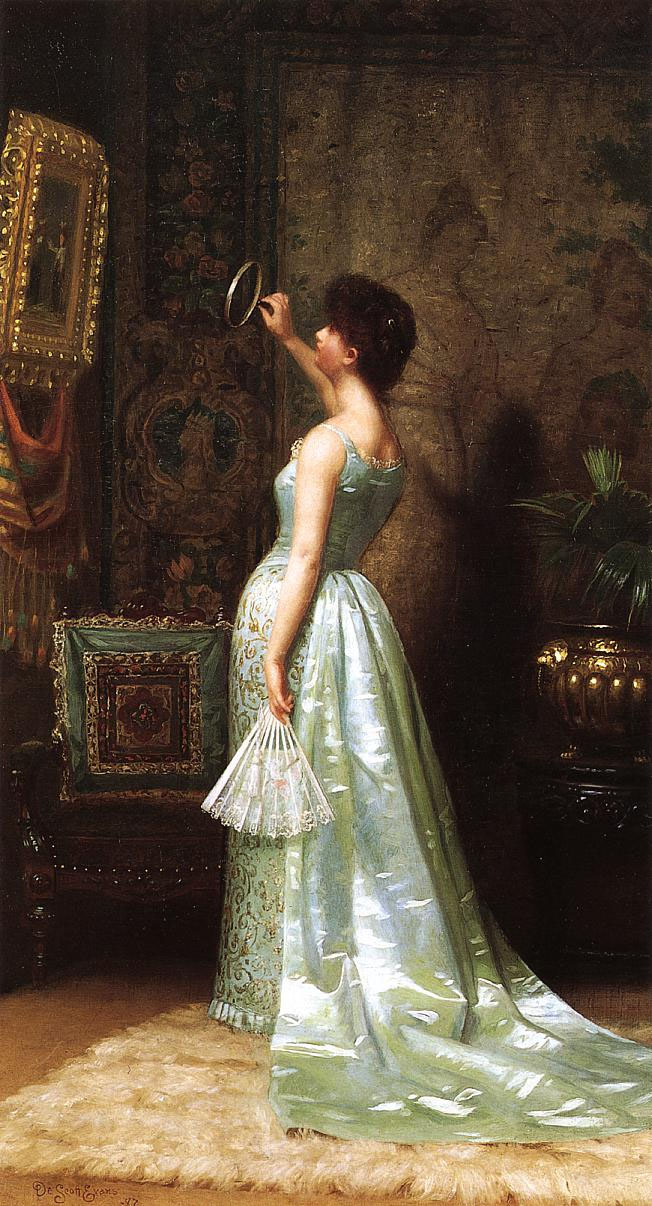
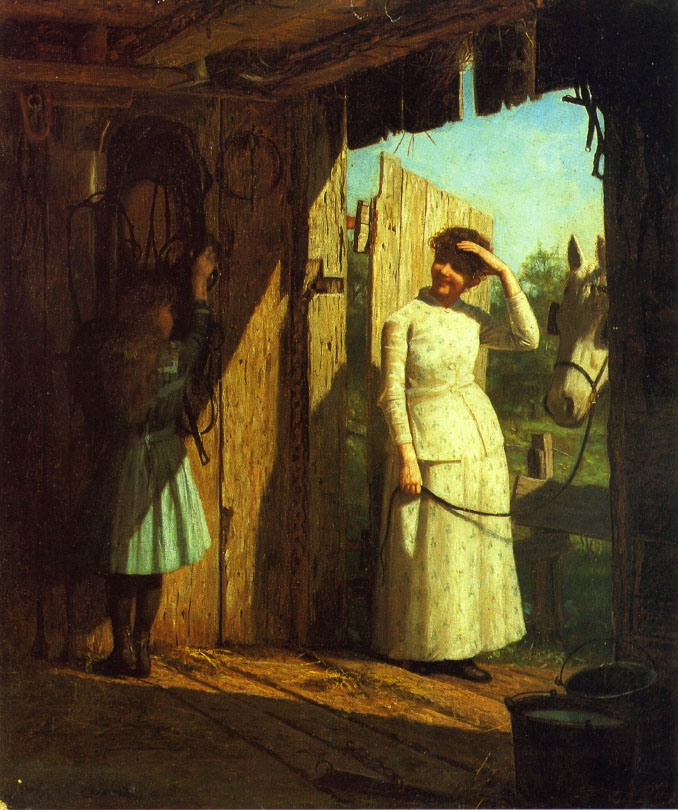
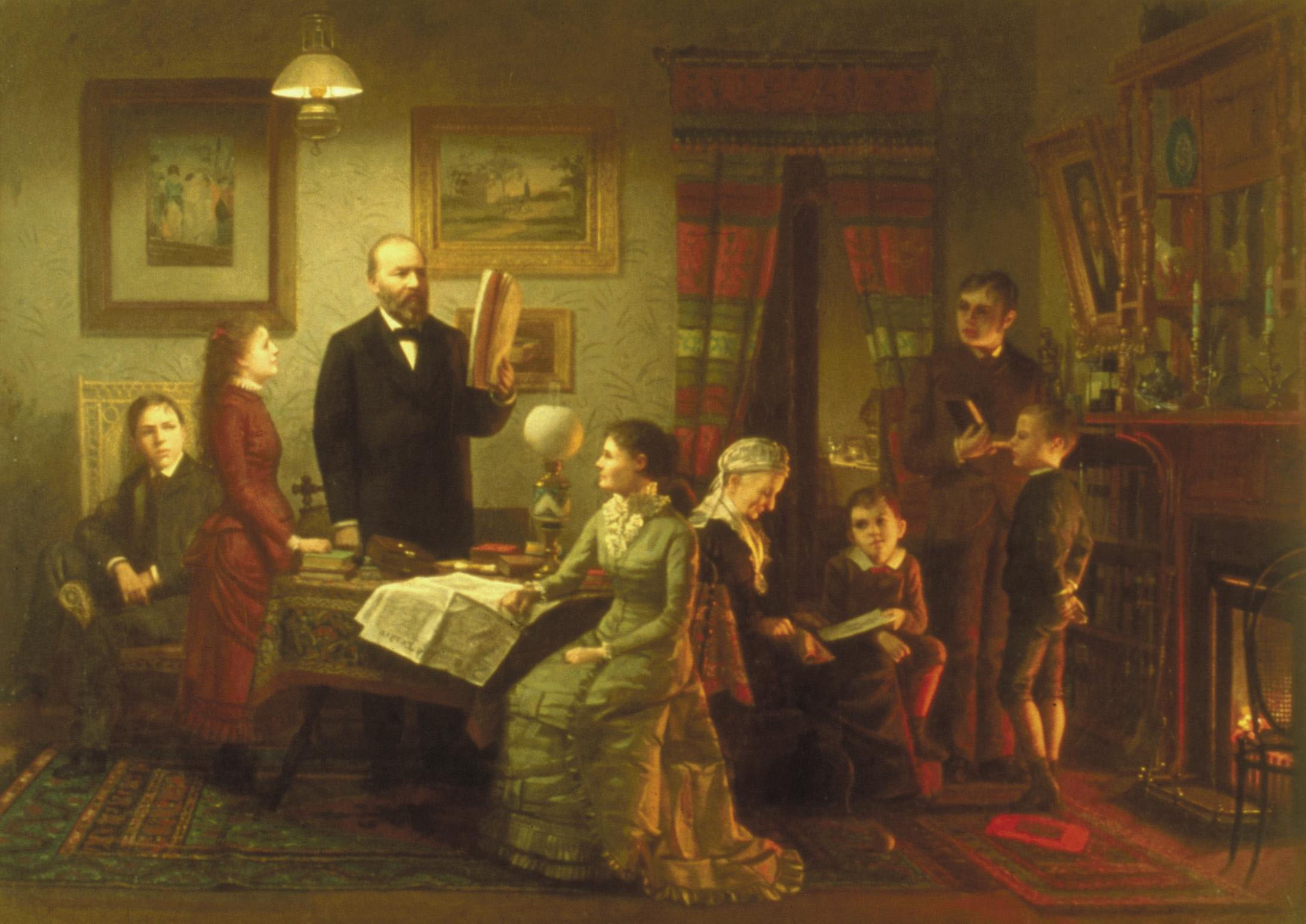
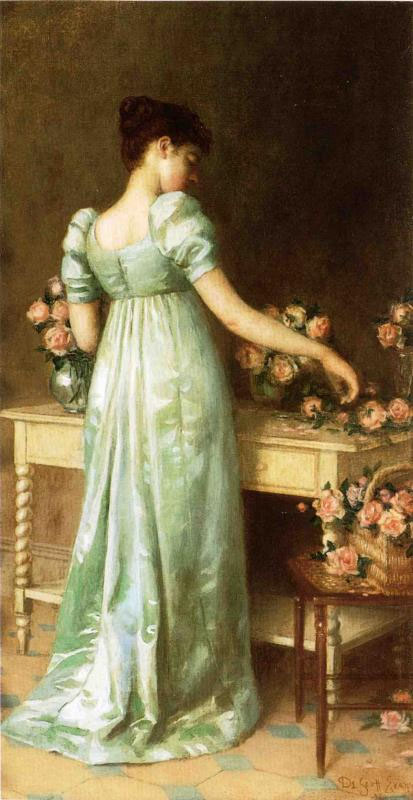
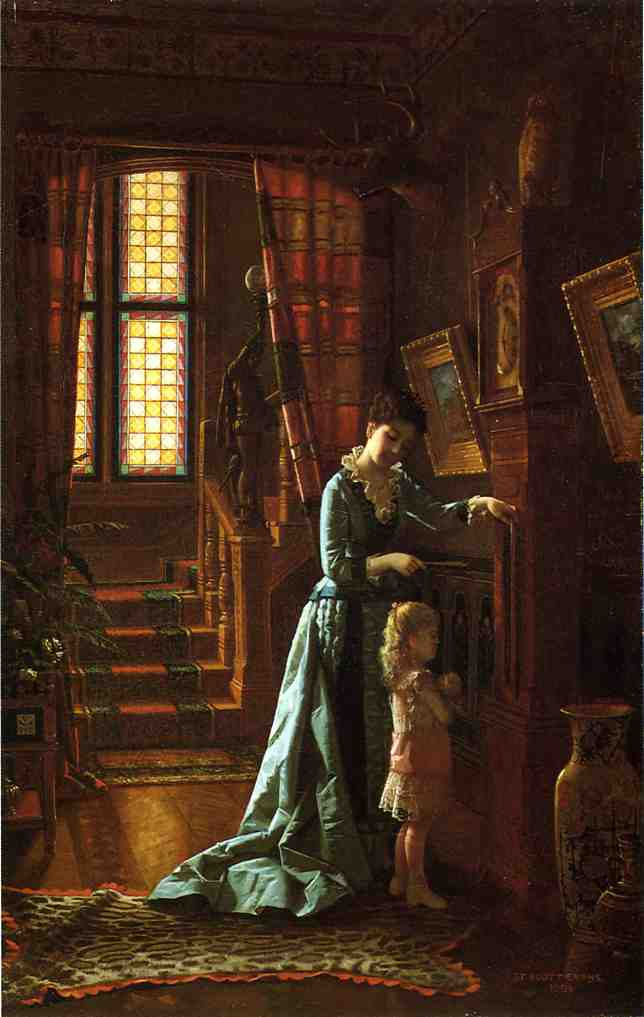